# Igreja de Aldeia de Ruins
A Igreja de Aldeia de Ruins é um edifício religioso na aldeia de Ruins, parte da freguesia e do concelho de Ferreira do Alentejo, em Portugal.

## Descrição
A igreja está situada na Rua Antero de Quental, na Aldeia de Ruins.